# Лицарське виховання

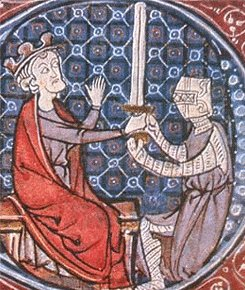
Давид I (король Шотландії) посвячує зброєносця

Лицарське виховання — система виховання синів світських феодалів в середньовіччі, яка мала на меті виховання професійного воїна. В лицарському вихованні були закладені ідеї жертовності, слухняності і особистої свободи, а також елементи переваги над іншими станами.

## Етапи виховання
- 1 етап — до 7-8 років у сім'ї;
- 2 етап — при дворі сеньйора — до 14 років — пажі;
- 3 етап — до 21 року — зброєносці.
- 4 етап — після 21 року — посвята.

### Сімейне виховання лицаря
Інститут лицарства був встановлений приблизно в 10 ст., звідти і можна брати початок виховання лицарів. Взагалі титул лицаря надавався військовим чинам, але термін використовується і для позначення знаті та землевласників. Виховання молодого лицаря починалося з самого народження, оскільки щоб отримати титул він мав народитися в знатному роді, але можливі винятки — так титул лицаря надавався за бойові заслуги. Виховання відбувалося з допомогою військових ігор та занять, які мали підготувати до майбутнього навчання. Вихованням на цьому етапі займається жінка.

### Паж
Семирічним хлопцям надавався титул пажа і вони віддавалися під опіку інших лордів, феодалів, лицарів, де виконували обов'язки пажа при дружині сюзерена. З цього віку з'являється режим тренувань до якого входило полювання (як звичайне, так і з допомогою собак, приручених хижих птахів) та академічне навчання з священиками. Поступово молоді лицарі починають допомагати старшим лицарям: носять їх зброю та обладунки, займаються їх чисткою, піклуються про коней і пакують багаж. Пажі супроводжують лицарів навіть в далекі походи. Старші пажі тренуються з найкращими майстрами меча, кавалеристами, списниками вивчаючи військове ремесло(рідко використовуючи справжню зброю, найчастіше дерев'яну).

### Зброєносець
Коли хлопцю виповнюється 15, він стає зброєносцем. Одразу ж відбувається релігійна церемонія, де зброєносець приносить клятву на мечі, висвяченому священиком, в якій клянеться служити своєму сюзерену та виконувати його накази. На цьому етапі зберігаються тренування та навчання, але основною метою є вдосконалення семи лицарським чеснот(саме вдосконалення, оскільки впродовж попередніх етапів хлопець засвоював їх):
- верхової їзди,
- фехтування,
- володіння списом,
- плавання,
- соколиного полюванню,
- складання віршів на честь дами серця,
- гри в шахи

### Посвячення в лицарі
Див. також Посвячення в лицарі
Посвячення в лицарі відбувалося в повноліття, тобто 21 рік, але зброєносці теж могли бути посвячені, якщо проявили хоробрість та ефективність в бою. Посвячення найчастіше відбувалося у свята Різдва, Великодня, Вознесіння, П'ятидесятниці. Ніч лицаря перед церемонією найчастіше супроводжувалася його молитвою. Вдень під час церемонії лицар приносив клятву, та сюзерен мечем торкався його плечей. Хоч посвячувати в лицарі міг будь-який лицар, але найчастіше обряд виконували родичі або сюзерени.